# Thyrsacanthus tubaeformis
Thyrsacanthus tubaeformis är en akantusväxtart som beskrevs av Christian Gottfried Daniel Nees von Esenbeck. Thyrsacanthus tubaeformis ingår i släktet Thyrsacanthus och familjen akantusväxter. Inga underarter finns listade i Catalogue of Life.